# Ernest-Auguste de Hanovre (1629-1698)
Pour les articles homonymes, voir Ernest-Auguste.
Ernest-Auguste (20 novembre 1629 (30 novembre dans le calendrier grégorien), Herzberg – 23 janvier 1698 (2 février dans le calendrier grégorien), Herrenhausen) est duc de Brunswick-Lunebourg et prince de Calenberg de 1679 à sa mort.
En 1692, l'empereur Léopold Ier l'élève au rang d'électeur. Il prend alors la tête du nouvel électorat de Brunswick-Lunebourg. 

## Biographie
Quatrième fils de Georges de Brunswick-Calenberg et d'Anne-Éléonore de Hesse-Darmstadt, Ernest-Auguste semble n'avoir guère de chances de succéder un jour à son père. En 1662, il est nommé par son frère évêque luthérien d'Osnabrück. En effet, selon les traités de Westphalie de 1648, la principauté épiscopale d'Osnabrück doit être occupée en alternance par un évêque catholique et un évêque protestant nommé par les ducs de Brunswick-Lunebourg.
Ses trois frères aînés décèdent sans héritiers mâles et Ernest-Auguste devient prince de Calenberg en 1679. En 1688, à la suite des protestations de ses fils, il instaure la primogéniture, afin qu'après son décès, aucune division n'entame ses possessions.
Ernest-Auguste s'illustre lors de la guerre austro-turque aux côtés de l'empereur Léopold Ier. En récompense de ses services, il reçoit la dignité électorale en 1692. Cependant, ce titre n'est reconnu par la Diète qu'en 1708, après la mort d'Ernest-Auguste.

## Descendance
En 1658, Ernest-Auguste épouse Sophie (1630-1714), fille de l'électeur Frédéric V du Palatinat. Sept enfants sont issus de cette union :
- George-Louis (1660-1727), duc puis électeur de Brunswick-Lunebourg, puis roi de Grande-Bretagne sous le nom de George Ier ;
- Frédéric-Auguste (1661-1691) ;
- Maximilien-Guillaume (1666-1726), feld-maréchal ;
- Sophie-Charlotte (1668-1705), épouse en 1684 le futur roi Frédéric Ier de Prusse ;
- Charles-Philippe (1669-1690) ;
- Christian-Henri (1671-1703), mort noyé ;
- Ernest-Auguste (1674-1728), duc d'York et Albany, prince-évêque d'Osnabrück.

Il a une fille illégitime, Sophie de Kielmansegg (en) de sa liaison avec Clara Elisabeth von Platen.